# قطن (محافظة عقلة الصقور)
قطن (قطن تنطق بفتح القاف والطاء وبعض العامة يكسر القاف) هو موقع تابعٌ لمحافظة عقلة الصقور التابعة لمنطقة القصيم، في المملكة العربية السعودية. المركز من الفئة (أ)، ورمزه 1860 حسب دليل الترميز الموحد للمناطق الإدارية بالمملكة العربية السعودية.

## التاريخ
تعرف قطن مند القدم و تغنى بها امرؤ القيس  في معلقته :
علا قطناً بالشيم أيمن صوبه               وأيسره على الستار فيذبل
 فيما قال كثير عزة عن قطن:
مولية أيسارها قطن الحمى        تواعدن شرباً من حمامة معظما

## الجغرافيا
تتميز جبال قطن بطبيعة خلابة خاصة في مواسم الشتاء والربيع حيث تكتسي الخضرة وتزهر الأرض.  تنبت أنواع الشجيرات والنباتات الوادي والسهل والجبل, تتدفق شلالات قطن  بين جبال قطن المتشابكة التي تمتد عميقا داخل المنطقة محتضنة داخلها مجموعة الواحات والشلالات 